# Patrick Brennan
Patrick „Paddy“ Brennan (30. července 1877 – květen 1961) byl kanadský hráč lakrosu, člen týmu, který v roce 1908 na olympijských hrách v Londýně vybojoval zlaté medaile.